# Ras al-Abiad
Ras al-Abiad o Ras al-Abyad (àrab: الرأس الأبيض, ar-Raʾs al-Abyaḑ) és el nom àrab del cap tunisià més conegut pel seu nom en francès, Cap Blanc, situat al nord de Bizerta. Considerat sovint el punt més al nord del continent africà, aquest honor recau realment en el veí cap de Ras Ben Sekka. Des del cap fins a Bizerta hi ha una platja de 5 km de llarg.